# Paracanthomysis spadix
Paracanthomysis spadix är en kräftdjursart som beskrevs av Takahashi och Murano 1986. Paracanthomysis spadix ingår i släktet Paracanthomysis och familjen Mysidae. Inga underarter finns listade i Catalogue of Life.